# Condado de Newton (Indiana)
O Condado de Newton é um dos 92 condados do Estado americano de Indiana. A sede do condado é Kentland, e sua maior cidade é Kentland. O condado possui uma área de 1 045 km² (dos quais 4 km² estão cobertos por água), uma população de 14 566 habitantes, e uma densidade populacional de 14 hab/km² (segundo o censo nacional de 2000). O condado foi fundado em 1859.